# Décio Lopes
Décio Lopes (São Paulo, 1968) é um jornalista esportivo brasileiro.
Foi repórter da TV Globo por dez anos, depois dirigiu programas como o Globo Esporte e o Esporte Espetacular. Apresentou por nove anos o programa Expresso da Bola, no SporTV, além de escrever diariamente no GloboEsporte.com o blog Expresso da Bola e fazer participações em alguns programas no SporTV. Também foi diretor e produtor de diversas series na TV brasileira, como Brasil Visto de Cima e Mundo Museu (ambas no +Globosat), Mapa do Pop (TNT), Musas (Canal Brasil), Super Surf e Golfe Brasil (ambas no SporTV). Atualmente trabalha como Vice Presidente de Conteúdo do Orlando City, time da Major League Soccer, nos EUA. Em [[20222], o Expresso da Bola voltou ao ar, agora como quadro do Esporte Espetacular.